# Suresh Kalmadi

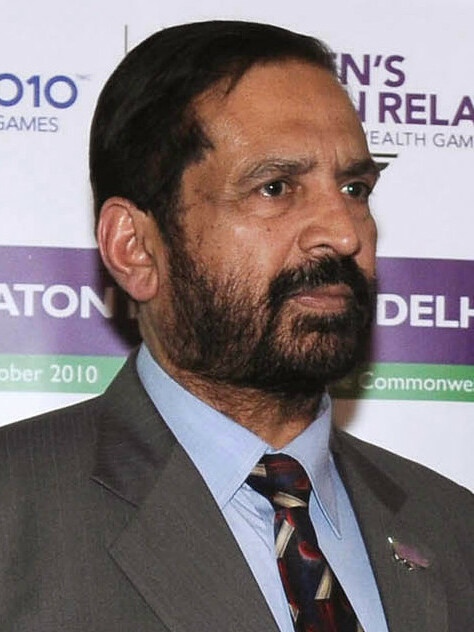
Suresh Kalmadi, 2009

Shri Suresh Kalmadi (Tamil: சுரேஷ் கல்மாடி; * 1. Mai 1944 in Madras, Tamil Nadu) ist ein ehemaliger Politiker des Indischen Nationalkongresses (INC) und Sportfunktionär, der unter anderem von 1982 bis 1996 soie abermals zwischen 1998 und 2004 Mitglied der Rajya Sabha war. Er war ferner von 1996 bis 1998 sowie erneut zwischen 2004 und 2014 Mitglied der Lok Sabha und bekleidete von 1995 bis 1996 zeitweise das Amt des Staatsministers für Eisenbahnen.
Darüber hinaus war er zwischen 1996 und 2012 Präsident des Indian Olympic Association (IOA) sowie zugleich von 2000 bis 2013 Präsident der Asian Athletics Association (AAA). Er verlor seine Ämter, nachdem gegen ihn Vorwürfe wegen krimineller Verschwörung und Betruges im Zuge der Organisation der Commonwealth Games 2010 in Hyderabad erhoben wurden.

## Leben

### Luftwaffenoffizier und Jugendfunktionär
Kalmadi begann nach dem Besuch der St. Vincent’s High School und des Fergusson College in Pune 1960 ein Studium an der National Defence Academy (NDA) in Khadakwasla bei Pune und trat nach einer weiteren Ausbildung am Air Force Flying College in Jodhpur 1964 als Pilot in die indischen Luftstreitkräfte ein. Nach´dem er zwischen 1972 und 1974 selbst Instrukteur an der NDA war, war er zuletzt als Major Kommandeur einer Fliegerstaffel.
Seine politische Laufbahn begann Kalmadi im Youth Congress, der Jugendorganisation des Indischen Nationalkongresses, und war zunächst 1977 Präsident des Youth Congress in Pune und danach von 1977 bis 1980 Präsident des Jugendkongresses im Bundesstaat Maharashtra, ehe er zuletzt zwischen 1981 und 1986 als Präsident des Indian Youth Congress Vorsitzender der nationalen Jugendorganisation der Kongresspartei war.

### Mitglied der Rajya Sabha und Staatsminister
Am 3. April 1982 wurde Kalmadi für den INC erstmals zum Mitglied der Rajya Sabha, des „Staatenhauses“ des Parlaments und war unter anderem zwischen 1984 und 1985 Mitglied des Petitionsausschusses sowie anschließend von 1986 bis 1988 Mitglied des Ausschusses für untergeordnete Gesetzgebung und des Verteidigungsausschusses. Am 3. April 1988 wurde er für eine weitere Periode Mitglied der Rajya Sabha und gehörte zwischen 1990 und 1992 erneut dem Petitionsausschuss als Mitglied an. Gleichzeitig war er von 1988 bis 1989 Vorsitzender der Tourismus- und Entwicklungsgesellschaft von Maharashtra. Am 3. April 1994 wurde er erneut Mitglied der Rajya Sabha und gehörte dieser bis zum 10. Mai 1996 an.
Im September 1995 wurde Kalmadi von Premierminister P. V. Narasimha Rao als Staatsminister im Ministerium für Eisenbahn in dessen Regierung berufen und gehörte dieser bis zum Ende von Raos Amtszeit am 16. Mai 1996 an.

### Mitglied der Lok Sabha und Sportfunktionär
Bei den Wahlen im April und Mai 1996 wurde Kalmadi für den INC in dem in Maharashtra gelegenen Wahlkreis 34 Pune erstmals zum Mitglied der Lok Sabha gewählt, der gewählten Volksvertretung des indischen Parlaments. Während dieser elften Legislaturperiode war er von 1996 bis 1998 Mitglied des Verteidigungsausschusses.
Kalmadi, der selbst an mehreren Marathonläufen teilnahm und bereits von 1987 bis 2006 Präsident der Athletics Federation of India (AFI) war, wurde 1996 Nachfolger von Sivanthi Adithan als Präsident der Indian Olympic Association (IOA), des Nationalen Olympischen Komitees (NOK) Indiens. Gleichzeitig wurde er 2000 Präsident der Asian Athletics Association (AAA), des Kontinentalverbandes der asiatischen Leichtathletik-Landesverbänden innerhalb der International Association of Athletics Federations (IAAF). Zugleich wurde er 2001 Mitglied des Vorstandes der IAAF und war 2003 Vorsitzender des Organisationskomitees der Afro-Asian Games in Hyderabad.
Am 5. Juli 1998 wurde er zum vierten Mal Mitglied der Rajya Sabha und fungierte unter anderem von 1998 bis 1999 als Sprecher seiner Fraktion. 1999 war er Vorsitzender des Wahlkampfkomitees der INC bei den Wahlen in Maharashtra sowie im Anschluss zwischen 1999 und 2004 Mitglied des Oberhausausschusses für politische Unternehmungen. Zugleich war er von 2003 und 2004 Schatzmeister der Fraktion der Kongresspartei in der Rajya Sabha.
Bei den Wahlen im April und Mai 2004 wurde Kalmadi dann wieder zum Mitglied der Lok Sabha gewählt und gehörte während der 14. Legislaturperiode zwischen 2004 und 2007 auch dem dortigen Ausschuss für politische Unternehmungen als Mitglied an. Darüber hinaus war er während der gesamten Legislaturperiode von 2004 bis 2009 Mitglied des Verteidigungsausschusses der Lok Sabha sowie 2005 zeitweise Sekretär seiner Fraktion.
Kalmadi wurde bei den Wahlen im April und Mai 2009 auch zum Mitglied der 15. Lok Sabha gewählt und wurde dort anfangs am 31. August 2009 Mitglied des Ausschusses für die Entwicklung menschlicher Ressourcen sowie zugleich am 7. Oktober 2009 Mitglied des Ethikausschusses.

### Commonwealth Games 2010, Verhaftung sowie Ämterverlust
Zugleich war Kalmadi Vorsitzender des Organisationskomitees für die Commonwealth Games 2010, die vom 3. bis 14. Oktober 2010 in Delhi stattfanden. Aufgrund dieser Tätigkeit geriet er in die Kritik, nachdem die Anti-Korruptionskommission CVC (Central Vigilance Commission) die Bundespolizeibehörde CBI (Central Bureau of Investigation) um die Untersuchung der Organisation dieser zentralen Sportveranstaltung des Commonwealth of Nations bat.
Am 25. April 2011 wurde er von der CBI wegen des Verdachts der kriminellen Verschwörung sowie Betruges gemäß den Paragrafen 120 B und 420 des indischen Strafgesetzbuches verhaftet. Daraufhin wurde er als Präsident der Indian Olympic Association suspendiert und zunächst durch Vijay Kumar Malhotra kommissarisch ersetzt. Gleichzeitig kam es zum Ruhen seiner Mitgliedschaft in der Kongresspartei. Nach zehnmonatiger Untersuchungshaft und der Zahlung einer Kaution von 500.000 Rupien wurde er aus dem Tihar-Gefängnis entlassen. Zunächst wurde ihm durch ein Gericht in Delhi am 13. Juli 2012 erlaubt, die Eröffnungsfeier der Olympischen Sommerspiele 2012 in London zu besuchen. Diese Erlaubnis wurde jedoch knapp zwei Wochen später durch das Obergericht von Delhi widerrufen, da Kalmadis Teilnahme an der Eröffnungszeremonie nach Ansicht des Gerichts die gesamte Nation in „Verlegenheit“ bringen könnte.
Nachdem er anschließend für kurze Zeit wieder sein Amt als Präsident der IOA übernehmen konnte, wurde er auf diesem Posten letztlich am 5. Dezember 2012 durch Abhay Singh Chautala abgelöst. Am 1. Juli 2013 verlor er schließlich die Wiederwahl als Präsident der Asian Athletics Association gegen Dahlan Jumaan al-Hamad aus Katar. Bei den Wahlen im April und Mai 2014 kandidierte Kalmadi schließlich nicht erneut für ein Abgeordnetenmandat in der Lok Sabha.
Aus seiner am 23. April 1971 mit Meera Kalmadi geschlossenen Ehe gingen ein Sohn sowie zwei Töchter hervor.